# ハートにジャストミート
『ハートにジャストミート』は、1992年10月23日から1993年9月24日まで日本テレビ系列局で放送されていた日本テレビ製作のクイズバラエティ番組である。放送時間は毎週金曜 19:30 - 20:00 （日本標準時）。

## 概要
心理ゲームにクイズを交えた内容の番組で、当時日本テレビのアナウンサーだった福澤朗とタレントの森口博子が司会を務めていた。心理ゲームの監修は、心理学者の富田たかしが担当。富田はその風貌から、番組内で「ムーミンパパ」というあだ名を付けられていた。
前期においては、心理ゲームを行った後にパネラーの解答の中から1つを無作為に選び、答えた人物の名前を伏せて発表。そして、その答えを書いたのは誰かを予想していた（答えた本人は、答えたことが分からないようにごまかしていた）。予想的中者はゴールドバーを獲得。全員不正解の場合、答えた本人がゴールドバーを獲得できた。後期には毎回ゲストを呼び、その人物に心理ゲーム（高速に切り替わる複数の映像の中から、何が最も印象に残ったのか）やYES-NO式のチャートを出題。パネラーはその結果を予想していた。

## スポンサーについて
日本たばこ産業 (JT) の一社提供。同社は金曜23:25枠の『TVムック・謎学の旅』および平日19:00枠の『追跡』月曜放送分（1992年4月 - 1992年9月）を提供していたが、秋の改編でこの金曜19:30枠のスポンサーに付いた。同社がこの時間帯の提供を行ったのは本番組が初である。
本番組の放送時間中に流れるCMはたばこやそれと関係するものではなく、企業・マナー啓発・ソフトドリンク・大衆薬（当時、それまでJT子会社だった「ライフィックス」を通じて発売）に関するものだった。

## スタッフ
- 企画：長尾忠彦
- 構成：沢口義明、平松邦宏 
 関根清貴、おちまさと、渡辺哲夫、宮下ちわわ、本田水奈子
- 美術：磯村英俊、大脇豊、森亨
- TK：毛利弘子
- ナレーター：立木文彦
- 編集：スタジオWelt
- 音効：稲村淳（サウンドプロ企画　現：タルス）
- エンディングテーマ（前期）：「FOREVER FRIENDS」
歌：梓みちよ (作詞・作曲：竹内まりや)
- エンディングテーマ（後期）：「雨に濡れて」 (ZYYG, REV, ZARD & WANDS)
- ディレクター：中井伸介、小野恭裕、佐藤正樹、大錦玄孝
- プロデューサー：森岡正彦、松野暁 ／ 牛丸謙壱
- 制作協力：IVSテレビ制作
- 製作著作：日本テレビ

## 備考
クロスネット局のテレビ大分は金曜19:30枠で日本テレビ製作番組をネットしていたが、この番組を最後に一旦ネットを中止し、フジテレビ製作の『金曜ファミリーランド』をネットするようになった。